# Nácer Jangue
Mir Amade Ali Cã Sidiqui Baiafandi (Mir Ahmed Ali Khan Siddiqi Bayafandi), cujo título real era Nácer Jangue (Nasir Jang), foi o segundo nizã de Hiderabade entre 1748 e 1750, em sucessão a Assafe Já I (r. 1724–1748).